# Zwartborstbaardvogel
De zwartborstbaardvogel (Pogonornis rolleti) is een vogel uit de familie Lybiidae (Afrikaanse baardvogels). Deze vogel is genoemd naar de in Soedan gevestigde Franse handelaar en ontdekkingsreiziger Antoine Brun-Rollet (1810-1857).

## Verspreiding en leefgebied
Deze soort komt voor van zuidelijk Tsjaad en zuidwestelijk Soedan tot de noordelijke Centraal-Afrikaanse Republiek, Zuid-Soedan en noordelijk Oeganda.

## Status
De grootte van de populatie is niet gekwantificeerd maar de soort wordt omschreven als waarschijnlijk schaars of misschien plaatselijk algemeen. Op de Rode lijst van de IUCN heeft deze soort de status niet bedreigd.